# Núria Munarriz Sans
Núria Munarriz Sans (Pamplona, 24 de febrer de 1928 – Castelló de la Plana, 5 de març de 2016) fou una periodista catalana. Va dirigir el Setmanari de l'Alt Empordà en uns anys en què començava a publicar-se en català, i va ser directora a l'ombra de la revista Ampurdán. Va exercir de corresponsal a l'Empordà de La Vanguardia i l'Agència EFE, entre altres mitjans de comunicació. Va morir als 88 anys a Castelló de la Plana, ciutat en què va residir els últims anys de la seva vida.